# かつら (掃海艇)
かつら（ローマ字：JDS Katsura, MSC-629、YAS-81）は、海上自衛隊の掃海艇。かさど型掃海艇の26番艇。艇名は桂島に由来する。

## 艦歴
「かつら」は、第2次防衛力整備計画に基づく昭和41年度計画掃海艇329号艇として、日本鋼管鶴見造船所で1967年2月10日に起工され、1967年9月18日に進水、1968年2月15日に就役し、第2掃海隊群第39掃海隊に編入された。
1976年11月18日、第2掃海隊群隷下に第47掃海隊が新編され「おうみ」、「ふくえ」とともに編入。
1980年3月27日、舞鶴地方隊第40掃海隊に編入。
1984年1月26日、特務船に種別変更され、船籍番号がYAS-81に変更。舞鶴地方隊隷下の舞鶴警備隊に編入。
1990年5月14日、除籍。